# Dolní Curtisův ledovec
Dolní Curtisův ledovec se nachází v národním parku Severní Kaskády v americkém státě Washington. Své jméno nese po fotografovi Asahelu Curtisovi a nachází se v karu na západním svahu hory Mount Shuksan. Ledovec rychle ustupuje a má špatnou masovou vyváženost, což znamená, že množství sněhu, které ztratí každý rok v ablační oblasti (dolní část ledovce) výrazně převyšuje množství sněhu, které za rok získá v akumulační oblasti. Mezi lety 1908 a 1984 přišel o 45 metrů, od roku 1984 do roku 2002 o dalších šest. Mezi malou dobou ledovou v polovině 19. století a rokem 1950 rovněž ztratil 28 % své rozlohy.